# غابرييل إيلورد
غابرييل إيلورد (بالتاغالوغية: Flash Elorde)‏ مواليد 25 مارس 1935 - الوفاة 2 يناير 1985، كان ملاكم فلبيني سابق صنّف ضمن فئة الوزن الخفيف. حقق بطولة رابطة الملاكمة العالمية وبطولة المجلس العالمي للملاكمة.

## إحصائيات
خاض خلال مسيرته 117 نزالا، فاز في 89 وتعادل في 2 وخسر في 27. فاز بالضربة القاضية في 33 نزالا.

## روابط خارجية
- غابرييل إيلورد على موقع IMDb (الإنجليزية)
- غابرييل إيلورد على موقع الموسوعة البريطانية (الإنجليزية)
- غابرييل إيلورد على موقع بوكس ريك (الإنجليزية) (registration required)